# John Andrew Martin
John Andrew Martin (ur. 10 kwietnia 1868 w Cincinnati w Ohio, zm. 23 grudnia 1939 w Waszyngtonie) – amerykański prawnik i polityk.
W latach 1909–1913 przez dwie dwuletnie kadencje Kongresu Stanów Zjednoczonych z ramienia Partii Demokratycznej reprezentował drugi okręg wyborczy w stanie Kolorado w Izbie Reprezentantów Stanów Zjednoczonych. Po upływie drugiej kadencji wycofał się z polityki i zajął się praktyką adwokacką.
W 1933 roku powrócił do Izby Reprezentantów Stanów Zjednoczonych, tym razem jako przedstawiciel trzeciego okręgu wyborczego w stanie Kolorado. Funkcję tę piastował aż do śmierci w 1939 roku.